# Nils Malmer
Per Nils Johan Alfred Malmer, född 25 maj 1928 i Växjö, död 17 april 2018 i Lund,, var en svensk botaniker.
Han utnämndes 1969 till professor i växtekologi vid Lunds universitet och blev 1978 ledamot av Vetenskapsakademien.